# Depths of Wikipedia
Depths of Wikipedia是致力於介紹維基百科裡奇特、晦澀和有趣資訊的Instagram、Twitter和TikTok帳號，由美國密西根大學學生安妮·勞維達於2020年4月在Instagram創建。該帳號經常分享維基百科上的各類主題，比如頭髮交替規則、褲子爆炸，以及有性生活史教宗列表等。
隨著Instagram的追蹤數逐步增加，勞維達也在TikTok、Twitter建立了同名帳號。她還主持一個維基百科編輯研討會及多檔現場喜劇節目。截至2022年4月2日，該帳號在Instagram已累積795,000名追蹤者。

## 歷程

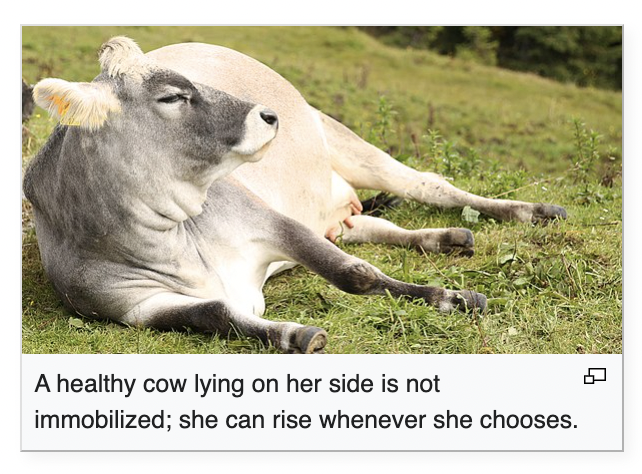
勞維達表示這張來自英语维基百科條目「推倒牛」的圖片啟發她創建本帳號。

Depths of Wikipedia由美國密西根大學神經科學專業學生安妮·勞維達（Annie Rauwerda）於2020年4月創辦。她在嚴重特殊傳染性肺炎疫情初期創建本帳號作為個人專題計畫，旨在分享來自英語維基百科裡奇特、令人驚訝和有趣的資訊。根據勞維達自述，該專題的靈感產生自她為朋友小誌製作的維基百科摘錄拼貼畫，以及一張來自維基百科條目「推倒牛」的圖片。發想此專題前，勞維達一直對維基百科很感興趣，她從小就常閱讀線上百科全書，初中和高中時更與同窗好友一起進行維基競賽。
勞維達在上傳一張舊版維基百科頁面的螢幕截圖後引來不少關注，其中網絡紅人卡羅琳·卡洛威的職業顯示為「無」。當事人後來表達不滿，勞維達為此向她道歉。隨後卡洛威將此帳號分享給她的追蹤者，導致帳號的追蹤數迅速增長。
隨著她Instagram的追蹤數增加，勞維達也在TikTok和Twitter建立了同名帳號，並架設一個詳細報導維基百科奇聞異事的時事通訊網站。

## 內容
Depths of Wikipedia分享了頭髮交替規則、褲子爆炸、核平聖雄甘地，以及有性生活史教宗列表等主題的維基百科條目。
據勞維達表示，她經常收到網友的條目投稿，但她會選擇性地篩選她想刊登的內容。2021年10月，她表示她每天會收到30到50個不等的網友投稿。
勞維達借助她在網路上的聲量宣傳於2021年1月舉行的維基百科編輯研討會，提高大眾對編輯維基百科的認識。該研討會吸引107名編者參與，共在當月做出超過50萬次編輯。除了身兼維基百科的編輯，她還主持多檔介紹維基百科冷知識的現場喜劇節目。

## 反響
Depths of Wikipedia的著名追蹤者包含作家尼爾·蓋曼、歌手約翰·梅爾、特洛伊·希文，以及演員奧利維亞·魏爾德。
堪薩斯州立大學修辭學和技術學教授希瑟·伍茲（Heather Woods）表示，Depths of Wikipedia「縮短網際網路的距離」，因其「提供了引人注目——有時甚或是滑稽不吸引人的——网络文化的入口點。」維基媒體基金會的品牌總監扎卡里·麥昆（Zachary McCune）形容該帳號為「維基百科死而復甦的地方，好比下班後的維基百科精華之旅」。

## 外部連結
- Depths of Wikipedia的X（前Twitter）
- Depths of Wikipedia的Instagram帳戶
- Depths of Wikipedia的Tik Tok帳戶 （页面存档备份，存于）